# تشن هي
تشن هي (بالصينية: 陳赫) هو ممثل صيني، ولد في 9 نوفمبر 1985 بشانغل في الصين.

## وصلات خارجية
- تشن هي على موقع IMDb (الإنجليزية)
- تشن هي على موقع قاعدة بيانات الفيلم (الإنجليزية)